# Генрих III (король Англии)
Ге́нрих III (англ. Henry III; 1 октября 1207, Уинчестер — 16 ноября 1272, Вестминстер) — король Англии и герцог Аквитании с 1216 года из династии Плантагенетов, сын короля Иоанна Безземельного и Изабеллы Ангулемской. Генрих правил в течение 56 лет — дольше чем любой монарх средневековой Англии. 

## Ранние годы
Генрих родился 1 октября 1207 года в Уинчестерском замке. Он был старшим сыном короля Иоанна Безземельного и Изабеллы Ангулемской.
О ранней жизни Генриха известно немного. Первоначально он находился под присмотром кормилицы по имени Элен на юге Англии, вдали от странствующего двора Иоанна, и, вероятно, был близок к своей матери. У Генриха были брат Ричард (1209—1272) и три сестры — Иоанна (1210—1238), Изабелла (1214—1241) и Элеонора (1215—1275); кроме этих — законных, — насчитывалось не менее пяти старших незаконнорождённых братьев и сестёр.
В 1212 году образование принца было доверено винчестерскому епископу Пьеру де Рошу; под его руководством Генрих получил военную подготовку у Филиппа д’Обиньи и обучился верховой езде (возможно, у Ральфа из св. Самсона).
О внешности Генриха известно мало. Возможно, его рост составлял около 168 см, посмертные отчёты наводят на мысль, что он был крепкого телосложения, ему было присуще опущение век. Подрастая, Генрих время от времени проявлял свирепый нрав, но в основном, как описывает историк Дэвид Карпентер, он производил впечатление «добродушного, спокойного и симпатичного» человека. Был искренним и честным, не скрывал своих эмоций, подчас заливаясь слезами во время религиозных проповедей.

## Коронация и регентство

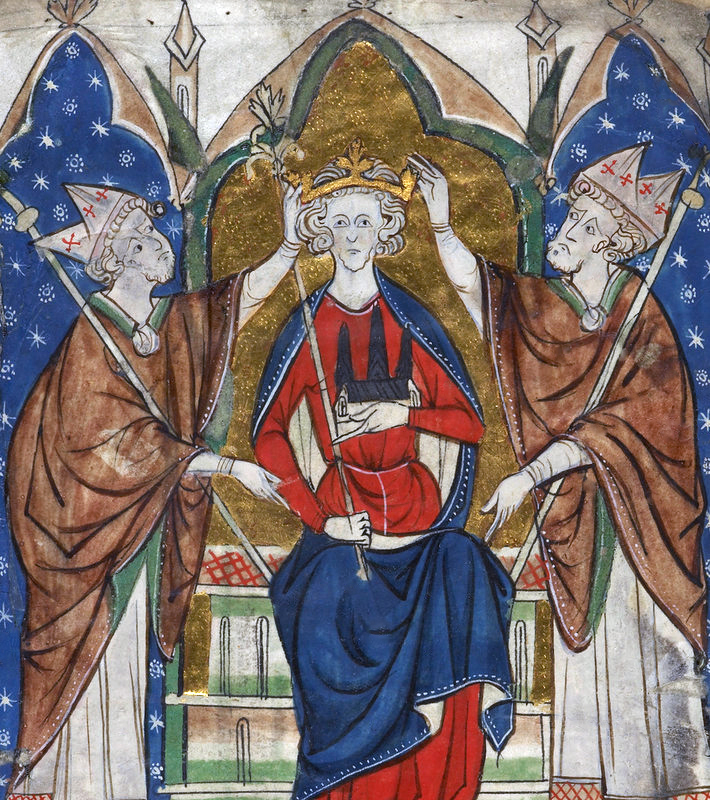
Коронация Генриха III. Миниатюра из рукописи XIII века

На момент смерти отца 19 октября 1216 года девятилетний Генрих вместе с матерью находился под охраной в замке Девайз (по некоторым источникам, в замке Корф в графстве Дорсет). Сразу после похорон короля Иоанна глава роялистов Уильям Маршал, 1-й граф Пембрук, направил за наследником престола вооружённый отряд во главе с Томасом Сенфордом, после чего выехал сам. Встреча Уильяма Маршала и принца Генриха произошла около Малмсбери, Уилтшир, где Генрих вверил себя заботам графа Пембрука. 27 октября в Глостере принц Генрих был Уильямом Маршалом посвящён в рыцари, а 28 октября при поддержке папского легата Гуалы Биккьери Генрих был поспешно помазан на царство епископом Уинчестера Пьером де Рошем в аббатстве Святого Петра. Для проведения коронации королевские одежды обрезали и ушили, чтобы они подошли маленькому мальчику, а вместо короны использовали тонкий золотой обруч. Во время коронации кардинал Биккьери подтвердил статус нового короля Англии в качестве вассала и воспитанника римского папы, а Генрих поклялся принести римскому папе оммаж за Англию и Ирландию и ежегодно выплачивать Риму тысячу марок.
29 октября 1216 года по общему согласию баронов регентом при молодом короле был избран Уильям Маршал, принявший титул «стража (хранителя) короля и королевства» (лат. Rector regis et regni), а ежедневный уход и забота о Генрихе были поручены епископу Пьеру де Рошу. Административным центром нового правительства, контролировавшего лишь запад и юго-запад Англии (остальная территория была занята Людовиком Французским), стал Бристоль. 12 (или 16) ноября того же года от имени короля Генриха и при поддержке папского легата Биккьери был издан переработанный вариант Великой хартии вольностей. Эта редакция хартии была короче (40 статей вместо первоначальных 63) и более предметной. В частности, из хартии были исключены положения о комитете из 25 баронов.
Вместе с новым изданием Великой хартии вольностей Уильям Маршал пообещал мятежным баронам прощение и сохранение земель. Одновременно «страж короля и королевства» направил сокровища Иоанна Безземельного, обнаруженные в замках Корф и Девайз, Хьюберту де Бургу, будущему 1-му графу Кента, возглавлявшему королевские силы на юго-востоке Англии. В январе 1217-го было заключено перемирие с Людовиком Французским, после чего началось постепенное возвращение мятежных баронов на сторону короля Генриха, в частности, 5 марта под королевские знамёна перешли Уильям Длинный Меч, 3-й граф Солсбери, и Уильям Маршал-младший. Вместе с этим папский легат Гуала Биккьери объявил войну за изгнание французов эквивалентом Крестового похода и разрешил сторонникам Генриха носить на своих одеждах крест.
В мае 1217 года военные действия возобновились: 12 мая Людовик Французский осадил Дувр, а другая часть французских войск подступила к Линкольну, замок которого удерживала леди Никола де ла Хайе, сторонница Плантагенетов. Уильям Маршал также направил свои войска к Линкольну и 20 мая одержал здесь значительную победу над французами. Линкольн был освобождён, а войска Людовика беспорядочно отступили к Лондону. Узнав о поражении при Линкольне, Людовик 25 мая снял осаду Дувра и также отступил в Лондон. После поражения под Линкольном поддержка Людовика со стороны английских баронов стала стремительно уменьшаться, за лето более 160 представителей знати вернулись на сторону короля Генриха. 24 августа сторонники короля одержали очередную, на это раз морскую, победу над Людовиком Французским. В битве при Сэндвиче королевский флот под командованием Хьюберта де Бурга наголову разгромил прибывший из Кале французский флот под командованием пирата-наёмника Эсташа Монаха, который в ходе сражения был обезглавлен единокровным братом короля Ричардом Фицроем. Генрих вместе с Уильямом Маршалом наблюдали за битвой с берега. После этого королевские войска подступили к Лондону, и 28 августа начались переговоры с принцем Людовиком. Вскоре в пригороде Лондона был заключён Ламбетский договор, согласно которому Людовик Французский с войсками согласился добровольно покинуть Англию. Город Лондон предоставил Людовику 5 тыс. фунтов на дорожные расходы, и в конце сентября Уильям Маршал проводил его в Дувр и проследил, как французский принц отплыл в сторону Франции. Гражданская война закончилась.
После этого началось восстановление королевской администрации и судебной системы, которые находились в глубоком кризисе (к примеру, королевское казначейство фактически не функционировало с 1214 года). Вместе с Уильямом Маршалом в управлении государством активное участие приняли кардинал Гуала Биккьери (пока осенью 1218 года его не заменил новый папский легат Пандульф), епископ Пьер де Рош и Хьюберт де Бург. Для восстановления королевства они заложили драгоценности короны, что было заверено Генрихом III своей печатью. 6 ноября 1217 года была издана новая редакция Великой хартии вольностей, усилившая некоторые полномочия короля. Вместе с ней была издана Лесная хартия, содержавшая нормы, касавшиеся королевских лесов. В 1219 году была восстановлена работа разъездных королевских судов, которые теперь отправляли правосудие без использования ордалий, запрещённых в 1215 году IV Латеранским собором. На севере Англии был урегулирован назревавший конфликт с Шотландией, которая согласилась вернуть ряд территорий, захваченных во время гражданской войны. 10 апреля 1219 года смертельно больной «страж короля и королевства» Уильям Маршал, 1-й граф Пембрук, передал полномочия регента папскому легату Пандульфу и через месяц умер в своём поместье Кавершем. В следующем 1220 году, с дозволения папы, состоялась вторая коронация Генриха, получившего новые королевские регалии. Вскоре фактическое управление королевством перешло к Хьюберту де Бургу, занимавшему должность главного юстициария. 11 февраля 1225 года вновь была переиздана Великая хартия вольностей, которая обрела свою окончательную редакцию. Хартия была издана под печатью Генриха III и провозглашена в торжественной обстановке: архиепископ Стефан Лэнгтон и присутствовавшие епископы провозгласили об отлучении от церкви всех, кто осмелится нарушить её положения

## Начало противостояния с баронами
На Большом королевском совете, собравшемся в январе 1227 года в Оксфорде, Генрих III объявил себя способным самостоятельно править королевством и отстранил своего опекуна Пьера де Роша, который сразу после этого отправился крестоносцем в Палестину. Вскоре в королевстве начались финансовые проблемы, связанные с вассальной зависимостью короля Англии от римского папы. В 1229 году папский нунций Стефан огласил на королевском совете в Уинчестере требование папы уплатить десятую часть годового дохода со всех светских и церковных земель Англии. Король не посмел возразить на это требование, что вызвало недовольство светских феодалов, которые отказались платить эту десятину. Кроме того, папа пожаловал многие английские церковные бенефиции иностранцам, что также вызвало ропот. В 1231—1232 годах власть фактически находилась в руках оппозиционно настроенной знати, начавшей борьбу со сторонниками римского папы. Был провозглашён запрет на уплату каких-либо налогов иностранным клирикам, прокатилась волна вооружённых нападений на поддерживавших папу церковников и их имущество. Апофеозом стало нападение на двух папских посланников, одного из которых разрубили на куски, а другого избили до полусмерти. Изъятые у них письма были уничтожены, а папская булла растоптана. В ходе противостояния церковных и светских феодалов виновником происходящего перед Римом был выставлен главный юстициарий Хьюберт де Бург, против которого выступили архиепископ Кентерберийский Ричард ле Грант и вернувшийся из крестового похода Пьер де Рош, вновь получивший большое влияние на короля. 29 июля 1232 года Генрих III отстранил Хьюберта де Бурга от дел, а позднее и от должности; новым главным юстициарием был назначен Стефан де Сегрейв. Высокую должность получил и Питер де Риво, сын или племянник Пьера де Роша. Хьюберт де Бург был обвинён в ряде злоупотреблений и заключён в Тауэр.
Между тем разгорался конфликт между королём и Ричардом Маршалом, вторым сыном покойного «стража короля и королевства» Уильяма Маршала. Ричард унаследовал графство Пембрук и другие фамильные владения после смерти старшего брата в 1231 году, однако король отказал ему во владении имуществом. В ответ на это Ричард начал собирать войска в Пембрукшире и Ленстере, после чего Генриху пришлось уступить. В результате Ричард Маршал занял место лидера оппозиционно настроенной национальной знати, освободившееся после опалы Хьюберта де Бурга; противостояние с королём продолжило нарастать. В 1233 году Ричард выехал в Вестминстер, однако его сестра Изабелла сообщила, что Пьер де Рош готовит против него заговор. Получив это известие, Ричард Маршал поспешил в Валлийскую марку, где в союзе с правителем Гвинеда Лливелином Великим начал военные действия против короля Генриха. Разбив королевские войска при Гросмонте и опустошив владения иностранцев, Ричард направился в Ирландию, где королевский юстициарий вторгся в его владения в Ленстере. Узнав о поражении, Генрих III поклялся не заключать с Маршалом мира до тех пор, пока Ричард не упадёт перед ним на колени с верёвкой на шее. Однако победить графа Пембрука удалось только при помощи вероломства. Поддавшись на уговоры вступить в мирные переговоры с юстициарием Ирландии, Ричард 1 апреля 1234 года прибыл на встречу с ним в район Килдэра. Вместо переговоров юстициарий бросился на Маршала во главе 140 рыцарей. Оставленный своими ирландскими вассалами, Ричард был разбит и тяжело ранен. Он умер спустя две недели в своём замке Килкенни, оттого что лекарь плохо обработал его раны. Говорят, узнав о смерти Ричарда Маршала, Генрих III прослезился.

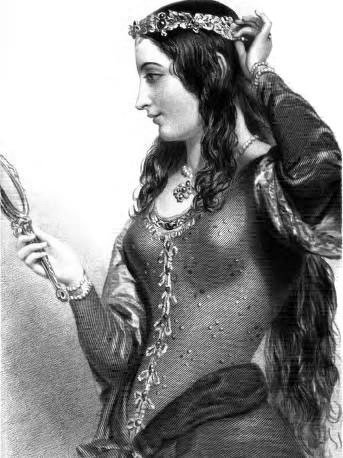
Королева Англии Элеонора Прованская

Следующим лидером национальной партии стал новый архиепископ Кентерберийский Эдмунд Рич, которому удалось убедить короля отстранить от должности Пьера де Роша. Однако вскоре началось новое, ещё более обширное и продолжительное нашествие иностранцев на английские бенефиции. 14 января 1236 года Генрих III вступил в брак с 13-летней Элеонорой Прованской, дочерью графа Раймунда Беренгера IV, оказывавшей впоследствии заметное влияние на мужа и сопровождавшей его во многих походах. 20 января Элеонора была торжественно коронована в Вестминстере. Функции Великого маршала на этой церемонии исполнял Гилберт Маршал, 4-й граф Пембрук, функции королевского стюарда — Симон де Монфор, 6-й граф Лестер. Замужество Элеоноры открыло её соотечественникам широкие пути к английским должностям и бенефициям, чем они не преминули воспользоваться.
Очередное возмущение англо-норманнской знати было вызвано женитьбой Симона де Монфора, считавшегося иностранцем, на сестре короля Элеоноре, состоявшейся 7 января 1238 года. Недовольство баронов подогревалось ещё и тем, что Генрих III, незадолго до этого пообещавший не принимать важных решений без совета с ними, практически тайно санкционировал этот брак. Во главе оппозиционной знати на этот раз встал брат короля Ричард Корнуоллский. В начале февраля братья и их сторонники начали собирать войска, готовясь к вооружённому столкновению, однако конфликт разрешился мирным путём: папский легат Отто и дядя королевы Уильям Валенсский сумели помирить Ричарда с Симоном де Монфором. Проблема, однако, усугублялась ещё и тем, что Элеонора после смерти своего первого мужа Уильяма Маршала, старшего сына покойного «стража короля и королевства», поклялась перед архиепископом Эдмундом Ричем больше не выходить замуж, и нарушение этой клятвы вызвало сильное возмущение служителей церкви. В этом же году в Вудстокском дворце на Генриха III было совершено покушение: некий рыцарь с ножом под покровом ночи пытался проникнуть в королевские покои, но был схвачен.
В июне 1239 года у Генриха родился старший сын Эдуард, которого крестили через четыре дня, причём крёстным выступил зять короля Симон де Монфор. Принимая многочисленные дары в честь рождения и крещения первенца, Генрих приказал слугам оставить самые ценные подарки, а вместо менее ценных просили от баронов подарков получше. По словам Матвея Парижского, один остроумный придворный заметил на это: «Господь даровал нам это дитя, но король наш господин продаёт его нам». 9 августа разразился первый конфликт между Генрихом и Симоном де Монфором, связанный с некими финансовыми операциями последнего. Во время посещения церкви Генрих неожиданно обрушился на шурина с бранью, назвав его бесчестным и безбожным человеком. После безуспешных попыток примириться с королём Симон и Элеонора отплыли во Францию.

## Дальнейшее правление
Генрих постоянно склонялся к авторитарному стилю правления; он назначал на высокие посты в государстве французов, т. н. «савояров», придворных своей жены Элеоноры, одним из которых стал архиепископ Бонифаций Савойский. Король раздавал большое количество государственной собственности временщикам.

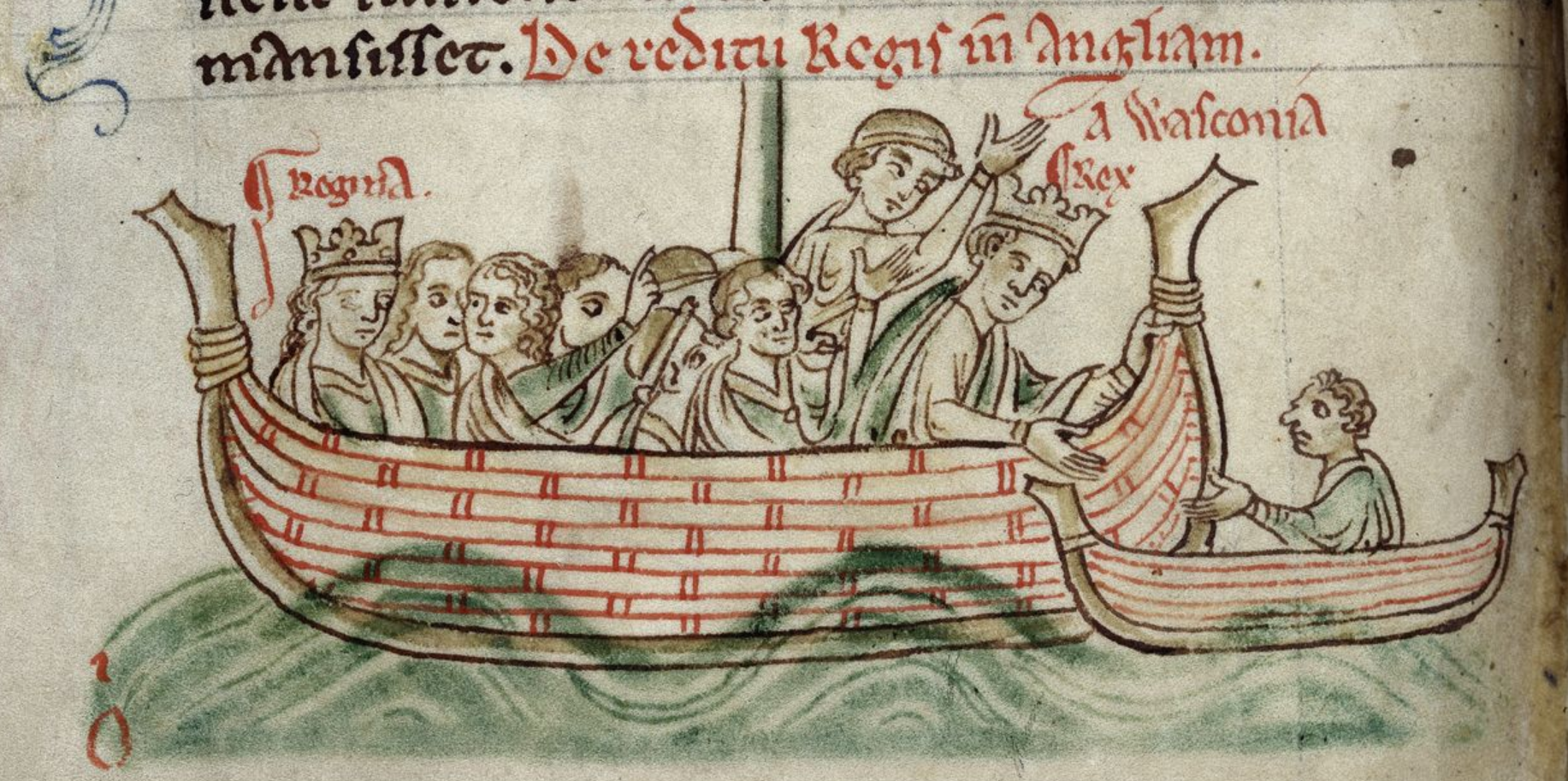
Возвращение Генриха III и Элеоноры из Гаскони в 1243 году. Миниатюра из хроники Матвея Парижского, XIII век

К его времени относится рост культа святого короля Эдуарда Исповедника; Генрих основал ряд церквей и монастырей в его память, подражал Эдуарду в манере одеваться и подчёркнутом благочестии, наконец, он назвал своего старшего сына (будущего короля Эдуарда I) в честь Исповедника. При Генрихе III французскими архитекторами было перестроено в готическом стиле Вестминстерское аббатство и вообще выросла роль Вестминстера как административного центра королевства.
Требования Генриха постоянно росли, и когда, наконец, ему понадобилось 135 тысяч фунтов стерлингов, чтобы заплатить папе римскому за корону короля Сицилии, парламент ему отказал, потребовав новых уступок, фактически изменявших систему правления. Финансовые затруднения, которые постоянно испытывал король, неизбежно приводили к росту налогов, а также к насильственному изъятию денег у проживавших в Англии евреев, в отношении которых в 1253 году был принят дискриминационный «Статут о еврействе», в частности, обязывающий иудеев носить жёлтую звезду.
В 1258 году была создана специальная комиссия из 24 человек, половину из которых назначал король, имевшая право утверждать кандидатуры на государственные посты, и государственный совет из 15 человек, проводивший судебную реформу и наблюдавший за действиями короля. Осмелевшие бароны под предводительством графа Симона де Монфора собрали войско и изгнали иноземных вельмож из занимаемых ими замков.

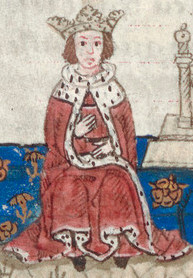
Король Шотландии Александр III

Отдельно можно выделить отношения между Англией и Шотландией в тот период. В 1251 году король Шотландии Александр III Славный прибыл в Йорк для бракосочетания с Маргаритой Английской. После посвящения в рыцари Александр принес присягу своему тестю Генриху III. По возвращении в Шотландию Совет был созван, и на нём одержала верх национальная партия. Однако Генрих продолжал плести интриги. К 1254 году он добился от папы формального права собирать доходы с шотландской церкви. А год спустя, заявив, что с его дочерью в Шотландии плохо обращаются, двинул войско к границам королевства. Его сторонник Алан Дорвард, объединившись с графами Данбара и Глостера, захватил королевскую чету и увез её в Англию. Александра вынудили удалить от себя всех представителей национальной партии. На ближайшие семь лет опекунами короля были назначены сторонники Дорварда, причем сместить их мог только король Англии. Однако король Шотландии взрослел и начал предпринимать попытки вырваться из-под опеки Генриха. В 1257 году ему на помощь прибыла мать вместе со вторым мужем Жаном де Бриенном. Коминам и их сторонникам удалось заполучить в свои руки короля и Большую Печать. Был также заключен союзный договор с правителем Уэльса Лливелином Последним, с которым Генрих вел войну. Примирение состоялось в сентябре 1258 года в Джедборо, где был сформирован новый Совет, в который вошли представители обеих партий. Этот эпизод стал началом самостоятельного правления Александра. Александр III был очень похож на своего отца не только внешностью, но и характером. Властный, но справедливый, он пользовался доверием народа. Дипломатический талант не позволил в полной мере проявиться его полководческим способностям: единственная серьёзная кампания прошла без непосредственного участия короля и не была ознаменована масштабными сражениями, хотя имела далеко идущие последствия. К 1261 году Генрих понял, что более не сможет безнаказанно оказывать давление на Александра и отказался от дальнейших интриг в Шотландии.
После конфликта с баронами и папой римским Александром IV в 1250-е годы Генрих, подобно своему отцу, был вынужден клятвенно заключить договор с баронами о регулярном созыве парламентов (Оксфордские провизии, 1258 год), а также ещё раз подтвердить Великую хартию. Однако папа разрешил его от этой клятвы (булла от 13 апреля 1261 года) и одновременно король Франции Людовик Святой в 1264 году издал так называемые Амьенские постановления, которые решали дело в пользу короля Англии.
Так началась вторая в истории Англии баронская война. Мятежные бароны установили контроль над юго-восточными районами Англии и начали осаду Рочестера. 6 апреля 1264 года королевские войска под командованием Генриха III и его сына овладели замком Нортгемптона, захватив в плен сына Симона де Монфора, и направились к Рочестеру.
Но войска баронов под командованием Симона де Монфора разгромили армию Генриха и его сына в битве при Льюисе 1264 года; отец и сын попали в плен, причем они содержались под домашним арестом. В июне 1264 года три выборщика (сам Симон де Монфор, Гилберт де Клер, 7-й граф Глостер, и епископ Стивен Берстед) созвали, вместо предусмотренного «Оксфордскими постановлениями» Совета пятнадцати, Совет девяти. Только с согласия этого органа король мог назначать министров и принимать важные решения по управлению страной. К началу 1265 года авторитет Совета девяти был подорван бегством некоторых его членов и отлучением от церкви, наложенным Папой Римским на Симона де Монфора и его сторонников. Тем не менее 25 февраля 1265 года король назначил канцлером члена Совета девяти — Томаса де Кантелупа. С января по март 1265 года в Вестминстерском дворце заседал парламент, отличавшийся от всех предыдущих наличием среди депутатов, помимо рыцарей и высшего духовенства, представителей городов. Лондон и каждый из пяти портов представляли по четыре человека, остальные города — по двое, что позволяет исследователям называть парламент Де Монфора «зародышем» Палаты общин. С другой стороны, обращение лидера мятежников за поддержкой к «третьему сословию» свидетельствовало о падении его влияния среди баронов. Ситуация была очень близка к той, которая позже сложится во время Английской буржуазной революции XVII века, отмены монархии и диктатуры Кромвеля.
Однако Эдуард бежал из плена, в 1265 году вновь встретил Монфора на поле брани, и в бою при Ившеме тот погиб. Младший сын графа Монфора сумел бежать и присоединился к силам мятежников в Линкольншире, в болотах так называемого острова Эксхольм, но в декабре 1265 года принц Эдуард вынудил их сдаться, пообещав сохранение жизни. Младший сын графа Монфора сумел бежать и в следующем году оставил Англию, при этом некоторые из сдавшихся баронов нарушили своё слово. 15 мая 1266 года состоялась битва при Честерфилде (Дербишир), в которой роялисты под командованием племянника короля Генриха Алеманского нанесли восставшим новое поражение. Уцелевшие мятежники бежали и укрылись на так называемом острове Или в болотах реки Уз (ныне территория графства Кембриджшир), но принц Эдуард летом 1267 года вынудил их подчиниться короне.

В апреле 1267 года граф Глостер, недовольный размером вознаграждения за оказанные короне услуги и чересчур жёсткими репрессиями по отношению к потерпевшим поражение баронам, снова переменил сторону и занял со своим отрядом Лондон. Истощённая войной королевская армия не имела возможности осадить столицу, однако и сам Глостер не был способен к дальнейшим наступательным действиям. Проживавший в Тауэре папский легат понуждал стороны к переговорам, посредниками в которых выступили брат короля Англии граф Ричард Корнуоллский, Генри Алеманнский и юстициарий Филипп Бассет. Вследствие достигнутых соглашений Глостер вывел свои силы из Лондона, но к июню 1267 года роялисты всё же осознали невозможность достижения победы чисто военными средствами, в силу чего король Генрих помиловал группу мятежников, обратившихся к нему с такой просьбой. 29 сентября 1267 года в городе Монтгомери было подписано мирное соглашение с принцем Уэльса Лливелином, в ноябре того же года король подписал Статут Мальборо, во многом подтверждавший Оксфордские постановления[11].

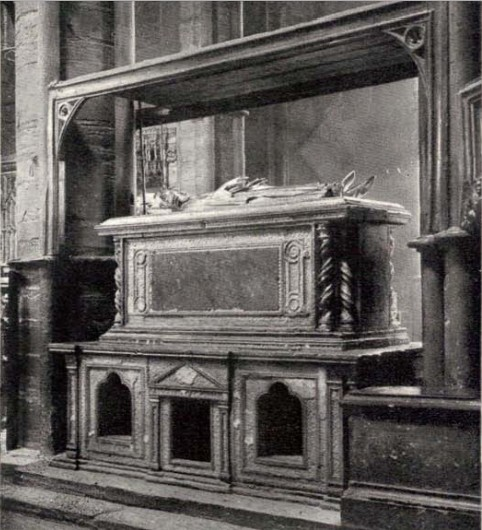
Гробница Генриха III

В 1269 году была закончена роскошная гробница Эдуарда Исповедника в Вестминстерском аббатстве; тело самого Генриха, скончавшегося в 1272 году, временно почивало в этой же гробнице, пока рядом строилась его собственная.

## Жена и дети
14 января 1236 года в Кентерберийском соборе в Кенте обвенчался с Элеонорой Прованской, которая родила от него, по крайней мере, пятерых детей:
- Эдуард, будущий преемник отца и король Англии Эдуард I (17 июня 1239 — 7 июля 1307);
- Маргарита Английская (29 сентября 1240 — 26 февраля 1275), была замужем за Александром III, королём Шотландии;
- Беатриса Английская (25 июня 1242 — 24 марта 1275), была замужем за Жаном II, герцогом Бретани;
- Эдмунд Горбатый (16 января 1245 — 5 июня 1296);
- Екатерина (25 ноября 1253 — 3 мая 1257), в возрасте 2 лет у неё обнаружили глухоту[25].

Незаконных детей у Генриха не было.